# Койула, Мигель
Мигель Койула (исп. Miguel Coyula, 31 марта 1977, Гавана) — кубинский кинорежиссёр.

## Биография
Окончил Международную школу кино и телевидения в Сан-Антонио-де-лос-Баньос увлекся специальными эффектами кино и видео. Снял несколько низкобюджетных короткометражных лент, имевших успех на мировых фестивалях. В 2000-х годах занимался в Институте Ли Страсберга в США, сняв за это время свою первую полнометражную картину «Рыжие тараканы» (2003). В 2013 году им опубликован роман «Красное море, синее зло».
В 2009 году Койула был награждён стипендией Гуггенхайма за разработку своего второго полнометражного фильма «Воспоминания о чрезмерном развитии», который является продолжением кубинской классической картины «Воспоминания Субдесарролло», основанной на романе кубинского писателя Эдмундо Десноеса. После мировой премьеры фильм получил несколько наград и почетных званий.
Член Союза писателей и художников Кубы.
В 2021 его фантастический хоррор «Голубое сердце» об альтернативной реальности на Кубе был представлен в конкурсной программе ММКФ.

## Личная жизнь
Женат на кинопродюсере Сюзане Дежканович, которую снял в своём фильме «Рыжие тараканы». У пары один ребёнок.

## Произведения

### Короткометражные
- Pirámide (1996)
- Válvula de luz (1997)
- Detalles (1998)
- Idea (1998)
- Buena Onda (1999
- Танцевать на иглах / Bailar sobre agujas (1999)
- Clase Z Tropical (2000, премия ФИПРЕССИ на фестивале Almacén de la Imagen, Куба)
- El Tenedor plástico (2001)

### Полнометражные
- Рыжие тараканы / Cucarachas rojas (2003, получил 23 премии, включая специальные упоминания МКФ Buenos Aires Rojo Sangre, Аргентина, и Festival Internazionale de la Fantascienza, Италия)
- Воспоминания об отсталости / Memorias del Desarrollo (2010, по роману Эдмундо Десноэса, лучший кубинский фильм года, по версии Международного путеводителя по кино; получил 20 премий, включая премию зрительских симпатий за лучший иностранный фильм на фестивале Arraial CineFest, Бразилия, премию лучшему режиссёру на латиноамериканской секции Кинофестиваля испанского кино в Малаге, премию за лучший художественный фильм на New Media Film Festival, США)
- Голубое сердце / Corazon Azul (2021)

### Книги
- Красное море, синее зло / Mar Rojo, Mal Azul, научно-фантастический роман (2013)